# Łapsze Niżne (gemeente)
De gemeente Łapsze Niżne is een landgemeente in het Poolse woiwodschap Klein-Polen, in powiat Nowotarski.
De zetel van de gemeente is in Łapsze Niżne.
Op 30 juni 2004 telde de gemeente 8746 inwoners.

## Oppervlakte gegevens
In 2002 bedroeg de totale oppervlakte van gemeente Łapsze Niżne 124,79 km², waarvan:
- agrarisch gebied: 54%
- bossen: 35%

De gemeente beslaat 8,46% van de totale oppervlakte van de powiat.

## Demografie
Stand op 30 juni 2004:
| Omschrijving                   | Totaal | Totaal | Vrouwen | Vrouwen | Mannen | Mannen |
| ------------------------------ | ------ | ------ | ------- | ------- | ------ | ------ |
| eenheid                        | aantal | %      | aantal  | %       | aantal | %      |
| inwoners                       | 8746   | 100    | 4413    | 50,5    | 4333   | 49,5   |
| bevolkingsdichtheid (inw./km²) | 70,1   | 70,1   | 35,4    | 35,4    | 34,7   | 34,7   |

In 2002 bedroeg het gemiddelde inkomen per inwoner 1374,17 zł.

## Administratieve plaatsen (sołectwo)
Falsztyn, Frydman, Kacwin, Łapszanka, Łapsze Niżne, Łapsze Wyżne, Niedzica (sołectwa: Niedzica en Niedzica-Zamek), Trybsz.

## Aangrenzende gemeenten
Bukowina Tatrzańska, Czorsztyn, Nowy Targ.
De gemeente grenst aan Slowakije.